# Emili Gandia

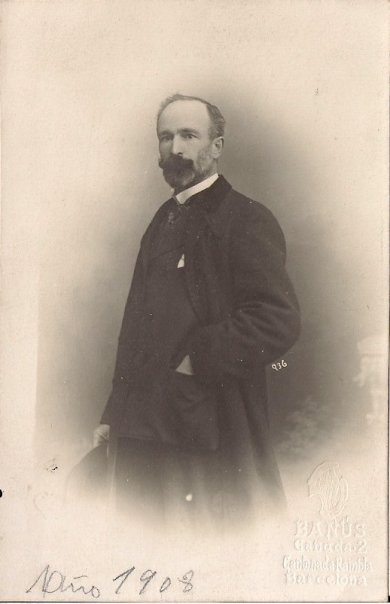
Emili Gandia i Ortega.

Emili Gandia i Ortega (Játiva, Valencia, 23 de enero de 1866 - Barcelona, 13 de diciembre de 1939) fue un arqueólogo y conservador español.

## Biografía
Nació en Játiva, en la comarca valenciana de la Costera, en el seno de una familia modesta de labradores con cinco hijos. Se trasladó a Barcelona en 1886, cuando contaba con veinte años. Fue allí donde hizo su servicio militar, siendo destinado como ordenanza en la casa del marqués de Alella. Cuando se licenció, el marqués le recomendó en el ayuntamiento de Barcelona, donde empezó a trabajar el 1 de marzo de 1893, en la Brigada Permanente de Conservación de Parques y Jardines. El 31 de marzo del mismo año fue nombrado encargado del Palacio Real de la Ciudadela, actual sede del Parlamento de Cataluña, y el 12 de agosto de 1899 tomó posesión del cargo de conserje del Palacio Real, cargo que el 1 de marzo de 1901 se transformó en el de conservador del Palacio. Con la creación del Museo de Arte y de Arqueología, el 1 de mayo de 1903, fue nombrado Conservador del Palacio Real y del Museo de Arte Decorativo y de Arqueología.
Como conservador del museo hasta 1936, y después también conservador general de los museos de Barcelona, participó en la mayor parte de las intervenciones sobre el patrimonio catalán durante el primer tercio del siglo XX.
Es muy importante su actuación en las excavaciones de las ciudades griega y romana de Ampurias, que dirigió a lo largo de 22 campañas, desde 1908 hasta 1937, en colaboración con Josep Puig i Cadafalch y después con Pere Bosch i Gimpera. Pero hasta su jubilación en 1936, frustrada por la guerra, participó en innumerables excavaciones y gestiones, al servicio de la Junta de Museos y del Servei d'Investigacions Arqueològiques del Institut d'Estudis Catalans.
En las excavaciones de Ampurias, Gandia descubrió por su cuenta el método estratigráfico y desarrolló en la práctica la arqueología catalana. Era autodidacta, pero brilló en la Arqueología de campo. Sus diarios de excavación, muy detallados, ilustrados y razonados, son la mejor prueba. Los mismos reciben el título de Diario de excavaciones, y redactaba aproximadamente un volumen cada año entre 1908 y 1939. Actualmente se conservan 27 volúmenes con 5206 páginas ilustradas con croquis y fotografías y con dibujos a lápiz de colores.
No es tan conocida su participación fundamental en el salvamento de las pinturas románicas de las iglesias del Pirineo, ya que fue quien, efectivamente, coordinó los trabajos.
Y tampoco se ha divulgado ni estudiado su papel como uno de los primeros conservadores de museo del país. Se ignora el papel exacto que tuvo en la museografía del Museo de Bellas Artes de la Ciudadela, y después en la de los Museos de Ampurias y de Arqueología de Cataluña. Por otra parte, recopiló un extensísimo fichero de remedios para restaurar cualquier clase de objetos, que además de ser un hito en la restauración de obras de arte catalana, ha de ser muy útil para los restauradores actuales, cuando se enfrentan a las mismas piezas que fueron restauradas hace un siglo.
En 1928, Emili Gandia colaboró en la fundación y organización del Servei d'Investigacions Arqueològiques (SIP) de la Diputación de Valencia, por lo que fue nombrado conservador honorario del Museu de Prehistòria de Valencia. Curiosamente, fue la Diputación de Valencia la que sufragó la inscripción y los gastos por la asistencia de Gandia al IV Congreso Internacional de Arqueología, celebrado en Barcelona en 1929.
Jubilado en la primavera de 1936, el 22 de mayo de aquel año la Junta de Museos acordó nombrarlo vocal honorario.
A pesar de la jubilación, no pudo dejar de trabajar. En 1936, desde los primeros momentos de la guerra, se encargó de proteger las ruinas y el Museo de Ampurias, así como las colecciones privadas de la burguesía local, que incautó y trasladó al Museo, siguiendo las instrucciones directas y manuscritas de Bosch Gimpera. También continuó dirigiendo las excavaciones ampuritanas, ya que la Generalidad de Cataluña quiso impulsar los trabajos en la ciudad romana, a pesar de los momentos difíciles que pasaba el país.
Terminada la guerra, Emili Gandia todavía aprovechó sus últimos meses de vida para dar clase en Badalona, donde dejó un recuerdo imborrable en muchos de sus alumnos.
Murió en Barcelona el 13 de diciembre del mismo año 1939.